# ディアナ・ドンドー
ディアナ・ドンドー （Diana Dondoe ,1982年12月22日 - ）は、ルーマニアのファッションモデル。
ブカレストでスカウトされ、現在はパリ在住。2004年春夏よりモデルを始めた。モデル業と平行して英語・スペイン語を学ぶ学生である。
2007年はプラダ、ジャン・ポール・ゴルチエ、H&Mの広告に登場した。